# ام‌اس‌سی الیور
ام‌اس‌سی الیور (به انگلیسی: MSC Oliver) یک کشتی کانتینری متعلق به شرکت ام‌اس‌سی و خواهر کشتی ام‌اس‌سی اسکار است که در مارس ۲۰۱۵ توسط کشتی‌سازی و مهندسی دریایی دوو در کره جنوبی تحویل داده شد. بر اساس بیانیه رسمی مدیر عامل شرکت حمل و نقل دریایی ام‌اس‌سی این کشتی بخشی از یک سفارش بزرگ برای ۲۰ کشتی با همان اندازه هستند. با کشتی‌های جدید مدیریت ام‌اس‌سی در حال تلاش برای مقابله با نرخ کم ترابری و افزایش ظرفیت ترابری است.

## نام
این کشتی به دلیل نام برادرزاده دیگو آپونته مدیرعامل شرکت به نام الیور نامگذاری شده‌است.

## ساخت
ام‌اس‌سی الیور و کشتی‌های خواهر آن در ماه دسامبر ۲۰۱۳ توسط شرکت ام‌اس‌سی سفارش داده شد و در مارس ۲۰۱۵ تکمیل شد. آغاز نخستین سفر برای آوریل ۲۰۱۵ برنامه‌ریزی شده بود و این کشتی در خدمت خطوط ام‌اس‌سی بین آسیا و شمال اروپا است. ام‌اس‌سی الیور در کشتی‌سازی و مهندسی دریایی دوو (حیاط شماره ۴۲۷۸) ساخته شده‌است. این کشتی کانتینری ۱۴۰ میلیون دلار ارزش دارد.

## طراحی
طول ام‌اس‌سی الیور ۳۹۵٫۴۰ متر (۱٬۲۹۷٫۲ فوت) و پهنای آن ۵۹ متر (۱۹۴ فوت) و آبخور آن ۱۶٫۰ متر (۵۲٫۵ فوت) است. تناژ وزن مرده کشتی ۱۹۶٬۰۰۰ تن و تناژ ناخالص آن ۱۹۳٬۰۰۰ تن می‌باشد. ظرفیت این کشتی کانتینری ۱۹٬۲۲۴ بارگنج است.